# グラウデンツ級軽巡洋艦
| グラウデンツ級軽巡洋艦                 | グラウデンツ級軽巡洋艦                                                                                                 |
| -------------------------------------- | --- |
| 「グラウデンツ（SMS Graudenz）」       | |
| 艦級概観                               | |
| 艦種                                   | 軽巡洋艦 |
| 艦名                                   | 地名 |
| 前級                                   | カールスルーエ級 |
| 次級                                   | ヴィースバーデン級 |
| 性能諸元（データはネームシップのもの） | |
| 排水量                                 | 常備：4,912トン 満載：6,382トン                                                                                        |
| 全長                                   | 142.7m 139.0m（水線長）                                                                                                |
| 全幅                                   | 13.8m |
| 吃水                                   | 艦首：5.75m 艦尾：6.08m                                                                                                |
| 機関                                   | 海軍式シュルツ・ソーニクロフト型石炭専焼水管缶12基&同重油専焼水管缶2基 +海軍式直結タービン（高速型・低速型）2組2軸推進 |
| 最大出力                               | 計画：26,000hp |
| 最大速力                               | 計画：27.5ノット |
| 航続距離                               | 12ノット/5,500海里 |
| 燃料                                   | 石炭：380トン（計画）、1,280トン（常備） 重油：100トン（計画）、375トン（満載）                                        |
| 乗員                                   | 385名 |
| 兵装                                   | クルップ 10.5cm（45口径）単装速射砲12基 50cm魚雷発射管2門 機雷120個                                                    |
| 防御                                   | 舷側：60mm（最厚部） 甲板：40mm（最厚部） 主砲防盾：50mm 司令塔：100mm                                                 |

グラウデンツ級軽巡洋艦 （Kleine Kreuzer der Graudenz-Klasse） はドイツ海軍が建造した軽巡洋艦で1911年度海軍計画で2隻が建造された。ドイツ海軍での類別は小型巡洋艦。

## 概要
本級は前級であるカールスルーエ級の改良型として設計・建造された。変更点は計画速力27.8ノットを達成するために機関出力が増大、機関構成は別タイプの機関を搭載して比較した前級までの経験を活かしてドイツ海軍の正式型とした。ボイラーはソーニクロフト型にライセンス生産したシュルツ社が改良を加えた海軍式シュルツ・ソーニクロフト型水管缶を石炭専焼缶12基と重油専焼缶2基の計14基に、推進機関は高速型直結タービンと低速型直結タービンを1基ずつを1組として2組2軸推進で計画速力を上回る最大速力28.3ノットを発揮した。戦後は賠償艦に指定されてフランスとイタリアに引き渡された。

## 艦形

本級の武装・装甲配置を示したイラスト

本級の船体は前級に引き続き長船首楼型船体を採用していた。艦首は前方に強く傾斜したクリッパー型の艦首から中央部が狭い艦首甲板上に波きり板を設けた後ろに主砲の10.5cm速射砲を防盾の付いた単装砲架で1番2番主砲を並列配置で2基、その背後に司令塔を基部とする船橋（ブリッジ）をのせた箱型艦橋と前部マストが立つ。船体中央部に等間隔に並んだ4本の煙突が立ち、その周囲は艦載艇置き場となっており、艦載艇は2本1組のボート・ダビットが片舷2組で計4組により運用された。舷側甲板上には10.5cm速射砲が片舷4基配置された4番煙突の後方に後部マストが立ち、後部甲板上に11番・12番主砲が後ろ向きに並列で2基配置された。

## 同型艦
- グラウデンツ （Graudenz）
- レーゲンスブルク （Regensburg）

## 参考図書
- 「世界の艦船　増刊第60集　ドイツ巡洋艦史」（海人社)
- 「Conway All The World's Fightingships 1906–1921」（Conway）